# Canoe Brook
Canoe Brook is een zijrivier van de rivier de Passaic. Hij loopt achter verscheidene belangrijke gebouwen in Livingston, New Jersey (Verenigde Staten) langs, zoals het politiebureau en het gemeentehuis. De gemiddelde diepte is 15,2 centimeter, maar het waterpeil kan tijdens hevige regenbuien stijgen tot 30,5 centimeter.  Dit beekje is ook een historisch water, door de zaagmolen langs het beekje nabij de tegenwoordige Northfield Avenue. Het werd gebruikt als een stroombron door mensen die zich op die plaats vestigden in de 19e eeuw. Ook ligt een van de oudste gebouwen van Livingston een klein stukje stroomopwaarts.